# Takhini River
Takhini River – rzeka w Kanadzie, przepływająca przez terytorium Jukonu, o długości około 180 km. Stanowi dopływ rzeki Jukonu. 
Źródła rzeki znajdują się na północ od Whitehorse i płynie w kierunku wschodnim od jeziora Kusawa. Uchodzi do Jukonu między Whitehorse a jeziorem Laberge.
Zimą rzeka jest zamarznięta i jest częścią trasy wyścigu Yukon Quest. 
Alaska Highway jest równoległa do rzeki Takhini River i przecina się z Klondike Highway u pobliżu jej ujścia do Jukonu.
Rzeka ta jest szczególnie popularna wśród turystów uprawiających kajakarstwo.